# 中村妙子
中村 妙子（なかむら たえこ、1923年〈大正12年〉2月21日 - 2024年〈令和6年〉6月26日）は、日本の翻訳家。東京府（現・東京都）出身。
C.S.ルイスの著作など、英文学を中心とした訳書がある。

## 略歴
1923年、東京府荏原郡大森町（現・東京都大田区大森）に生まれる。父は牧師の佐波亘。母方の祖父は植村正久。1935年に恵泉女学園入学。1940年に津田英学塾に入学（1943年に津田塾専門学校へ改称）。同校を卒業後、情報局第三部（対外情報課）の戦時資料室へ勤務、海外資料の翻訳にあたる。
1945年、蒲田で東京大空襲に遭う。敗戦後に連合国軍総司令部（GHQ / SCAP）の民間情報教育局（CIE）へ勤める。
1947年、ヨハンナ・スピリの小説を訳した「マクサの子どもたち」が『少女の友』（実業之日本社）に連載される。編集部で応接したのは岸なみであった。
同年5月に最後の英語科高等教員検定試験に受験し合格、10月に英国議会史研究者の中村英勝と結婚する。1950年、第二子を妊娠中に東京大学文學部を受験、西洋史学科に入学する。在学中に肺結核となるが1954年に卒業する。卒業後は中野好夫の指導の下で翻訳活動を本格的に始める。津田塾大学で週1回翻訳論を教えた。1974年、『日本児童文学』誌上で行われた「本誌200号記念 評論・研究の部」にて投稿評論「C・S・ルイスにおける想像的人間（イマジナテイブ・マン）について」が特別佳作となる。1985年、三省堂の現代文教科書にジョゼフ・P.ラッシュの『愛と光への旅』が収録された。雑誌「ダ・ヴィンチ」2006年1月号のC・S・ルイスの伝記に関する記事で、インタビューに答えている。
評伝に、津田塾卒業生40名を描いた『津田梅子の娘たち――ひと粒の種子から』（川本静子,亀田帛子,高桑美子著、ドメス出版、2001年）がある。『陛下をお救いなさいまし――河井道とボナー・フェラーズ』（岡本嗣郎著、集英社、2002年）にも恵泉の生徒の一人として登場する。

## 著書
- 『エサウとヤコブ』（新教出版社） 1957
- 『アガサ・クリスティーの真実』（新教出版社） 1986
- 『鏡の中のクリスティー』（早川書房） 1991[注釈 3]
- 『三本の苗木――キリスト者の家に生まれて』（共著、みすず書房） 2001
- 『旧約聖書ものがたり』（日本キリスト教団出版局） 2012

## 翻訳
- 『銀のスケート』（メリー・メープス・ドッジ、こまどり書苑） 1948
- 『ベッチイ物語』（ドロシイ・キャンフィールド、中野好夫共訳、評論社） 1950
- 『マクサの子供たち』（ヨハンナ・スピリ、新教出版社） 1950
- 『聖書物語』 第1 - 第2（フルダ・ニーバー、新教出版社） 1951
- 『私はイエスに出合った』（セントクレア、新教出版社） 1954
- 『聖書の女性』 第1 - 第2（アブラハム・カイパー、新教出版社） 1955
- 『ドーラの五つ星』（新教出版社） 1956
- 『山の娘モモの冒険』（ルーイズ・ランキン、平凡社、冒険小説北極星文庫） 1957
- 『わかれの歌』（ション・R・チユニス、秋元書房） 1958
- 『クリスマス・ブック』（マルティン・ルター、新教出版社） 1958
- 『アンクル・トムの小屋』（ストー夫人、講談社、少年少女世界文学全集） 1961
- 『戦争・平和・キリスト者』（ローランド・H・ベイントン、新教出版社） 1963
- 『赤毛のアン』（モンゴメリー、講談社） 1965、のち新潮文庫（ジュニア版）
- 『ぼくの黒うさぎジャデラク』（マインダート・ディ・ヤング、偕成社） 1965、のち偕成社文庫
- 『びりっかすの子ねこ』（マインダート・ディ・ヤング、偕成社） 1966、のち世界のどうわ傑作選
- 『マーティン・ルーサー・キング 非暴力への遍歴』（リローン・ベネット、新教出版社） 1966
- 『兵隊さんになったくま』（ナタリー・サヴィジ・カールソン、偕成社） 1967
- 『キュリー夫人』（エリナ・ドーリー、ポプラ社） 1967
- 『ワンダブック』（ホーソン、角川文庫） 1968
- 『ロージーちゃんのひみつ』（モーリス・センダック、偕成社） 1969
- 『小公子』（バーネット、旺文社） 1969
- 『リチャードのりゅうたいじ』（ロバート・ブライト、学習研究社） 1969
- 『二ばんめの魔女』（ジャック＝センダック、偕成社） 1969
- 『現代の世界史』（第2版）（ダヴィッド・トムソン、中村英勝共訳、紀伊国屋書店） 1969
- 『光をかかげて――ヘレン・ケラー』（キャサリン・オーエンス・ピア、文研出版） 1970
- 『ぼくの犬キング』（ウォーバーグ、偕成社） 1970
- 『六十人のおとうさんの家』（マインダート・ディヤング、講談社） 1971
- 『現代史序説』（G・バラクラフ、中村英勝共訳、岩波書店） 1971
- 『ジャガーのビッチュ』（アラン・カイユ、新潮社） 1972
- 『チーターわが家族』（アラン・カイユ、新潮社） 1972
- 『灰色雁の城――スマイラー少年の旅』（ヴィクター・カニング、新潮社） 1975年、のち偕成社文庫
- 『チーターの草原――スマイラー少年の旅』（ヴィクター・カニング、新潮社） 1975、のち偕成社文庫
- 『隼のゆくえ――スマイラー少年の旅』（ヴィクター・カニング、新潮社） 1975、のち偕成社文庫
- 『砂の城』（メアリ・ラヴィン、みすず書房） 1975
- 『コアラの季節』（ヘンリー・D・ウィリアムソン、文化放送開発センター出版部） 1976
- 『フォール・クリークの虐殺』（ジェサミン・ウェスト、評論社） 1976
- 『ある小馬裁判の記』（ジェイムズ・オールドリッジ、評論社） 1976
- 『愛のファミリー――山頂への十九段』（ジョゼフ・ブランク、サンリオ） 1977
- 『タチ――はるかなるモンゴルをめざして』（ジェイムズ・オールドリッジ、評論社） 1977
- 『サンタクロースっているんでしょうか?』（ニューヨーク・サン新聞　社説、偕成社） 1977
- 『イシ――二つの世界に生きたインディアンの物語』（シオドーラ・クローバー、中野好夫共訳、岩波書店） 1977
- 『ベッカー家の妻たち』（メアリ・ラヴィン、みすず書房） 1977
- 『ベル・リア――戦火の中の犬』（シーラ・バンフォード、評論社） 1978
- 『ひみつの花園』（バーネット、集英社、子どものための世界名作文学） 1978
- 『エマとわたし』（シーラ・ホッケン、評論社） 1978
- 『竜の冬』（ニール・ハンコック、ハヤカワ文庫） 1979
- 『クリスマス物語集――世界の家庭で読みつがれている』（偕成社） 1979
- 『疫病犬と呼ばれて』（リチャード・アダムズ、評論社） 1979
- 『おばあちゃんのたんじょう日ばこ』（シャロン＝ベル＝マティス、偕成社） 1979
- 『ぼくはねこのバーニーがだいすきだった』（ジュディス＝ボースト、偕成社） 1979
- 『海べの塔』（マインダート・ディヤング、講談社） 1980
- 『二人の魔法使い――光の輪1』（ニール・ハンコック、ハヤカワ文庫） 1980
- 『光の女王ロリーニ――光の輪2』（ニール・ハンコック、ハヤカワ文庫） 1980
- 『クリスマスの短編』（キャサリン・パターソン、すぐ書房） 1980
- 『クリスマスのまえのばん――サンタクロースがやってきた』（クレメント＝クラーク＝ムア、偕成社） 1980
- 『北風のうしろの国』（ジョージ・マクドナルド、ハヤカワ文庫） 1981
- 『危険を逃れて――ファージング・ウッドの動物たち 第一部』（コリン・ダン、評論社） 1981
- 『ホワイト・ディア・パークへ――ファージング・ウッドの動物たち 第二部』（コリン・ダン、評論社） 1981
- 『鏡のなかのねこ』（メアリ＝シュトルツ、偕成社） 1981、のち文庫
- 『愛と光への旅――ヘレン・ケラーとアン・サリヴァン』（ジョゼフ・P・ラッシュ、新潮社） 1982
- 『ロミオとジュリエット――シェークスピア名作集』（集英社） 1982
- 『アナグマと暮した少年』（アラン・W・エッカート、岩波書店） 1982
- 『ライラックの木かげ』（オルコット、小学館） 1983
- 『天国についてのすべて――それについて知りたいこと、しかし質問しかねていること』（P・J・クリーフト、新教出版社） 1983
- 『イースター・ブック』（マルティン・ルター、新教出版社） 1983
- 『大地の子エイラ――始原への旅だち 第1部』（ジーン・アウル、評論社） 1983、のち文庫
- 『オオカミと人間』（バリー・ホルスタン・ロペス、岩原明子共訳、草思社） 1984
- 『オ・ヤサシ巨人BFG』（ロアルド・ダール、評論社） 1985
- 『黄金の鍵』（ジョージ・マクドナルド、偕成社） 1985
- 『こころの架け橋の短編』（フィリス・R・ネイラー、矢田由香子共訳、すぐ書房） 1986
- 『赤毛のアンの世界――作者モンゴメリの生きた日々』（M・ギレン、新潮文庫） 1986
- 『危険な旅――天路歴程物語』（ジョン・バニヤン、新教出版社） 1987
- 『キリストの受難』1 - 3（K・スキルダー、すぐ書房） 1987 - 1993
- 『祈りの花束――聖書から現代までのキリスト者の祈り』（ヴェロニカ・ズンデル編、新教出版社） 1987
- 『ダンクトンの森』（ウィリアム・ホーウッド、評論社） 1987
- 『狩をするエイラ――始原への旅だち 第3部』（ジーン・アウル、評論社） 1987
- 『羊飼いの四本のろうそく』（ゲルダ・マリー・シャイドル、新教出版社） 1988
- 『大きくなったら』（N・ストレトフィールド、すぐ書房） 1988
- 『黙想の伴侶――初代教会から現代までの信仰の精華』（ヴェロニカ・ズンデル編、新教出版社） 1988
- 『子どものための美しい国』（ヤヌシュ・コルチャック、晶文社） 1988
- 『サンタクロースのお手伝い』（カトリーン・ジーゲンターラー、新教出版社） 1988
- 『むねあかどり』（ラーゲルレーヴ、日本基督教団出版局） 1989
- 『スポック博士――親ってなんだろう』（ベンジャミン・スポック、新潮文庫） 1990
- 『おやすみなさいトムさん』（ミシェル・マゴリアン、評論社） 1991
- 『きよしこのよる』（セルマ・ラーゲルレーヴ、新教出版社） 1992
- 『ナイティンゲール――その生涯と思想』1 - 3（エドワード・T・クック、友枝久美子共訳、時空出版） 1993 - 1994
- 『言葉のない世界に生きた男』（スーザン・シャラー、晶文社） 1993
- 『リンドバーグ――チャールズとアンの物語』（ジョイス・ミルトン、筑摩書房） 1994
- 『イギリスの田園からの贈り物』（ザ・アルビオン・プレス編、講談社） 1994
- 『スライディング・ドア』（河井道、恵泉女学園） 1995
- 『象と二人の大脱走』（ジリアン・クロス、評論社） 1997
- 『ほしはきらきら――クリスマスの母と子のいのり』（ロイス・ロック、女子パウロ会） 1998
- 『メイベル短編集』正・続（アリータ・リチャードソン、日向房） 1999 - 2001
- 『なぜアガサ・クリスティーは失踪したのか?――七十年後に明かされた真実』（ジャレッド・ケイド、早川書房） 1999
- 『ミルデンホールの宝物』（ロアルド・ダール、評論社） 2000
- 『ふしぎの国のアリス』（ルイス・キャロル、評論社） 2000
- 『バス停のなぞ』（ガートルード・ウォーナー、日向房） 2001
- 『『おやすみなさいおつきさま』ができるまで』（マーガレット・ワイズ・ブラウン,クレメント・ハード,レナード・S・マーカス、瀬田貞二共訳、評論社） 2001
- 『私はだれ?――自分さがしのヒント』（キャサリン・パターソン、晶文社） 2002
- 『翼よ、北に』（アン・モロー・リンドバーグ、みすず書房） 2002
- 『聞け! 風が』（アン・モロー・リンドバーグ、みすず書房） 2004
- 『おやすみかみさま』（レイチェル・フィールド、燦葉出版社） 2004
- 『ドグマこそドラマ――なぜ教理と混沌のいずれかを選ばなければならないか』（ドロシー・セイヤーズ、新教出版社） 2005
- 『世界中から集めた深い知恵の話100』（マーガレット・シルフ、女子パウロ会） 2005
- 『ぼく、デイヴィッド』（エリナー・ポーター、岩波少年文庫） 2007
- 『封印の島』（ヴィクトリア・ヒスロップ、みすず書房） 2008
- 『聖夜のおくりもの』（トリシャ・ロマンス、岩波書店） 2008
- 『消えた王子』（バーネット、岩波書店） 2010
- 『鉄道きょうだい』（E.ネズビット、教文館） 2011
- 『白い人びと――ほか短篇とエッセー』（フランシス・バーネット、みすず書房、大人の本棚） 2013
- 『王女物語――エリザベスとマーガレット』 （マリオン・クローフォード、みすず書房） 2020

### アガサ・クリスティ
- 『火曜クラブ――ミス・マープルと13の事件』（クリスティー、早川書房） 1959、のち文庫
- 『春にして君を離れ』（アガサ・クリスティー、ハヤカワ文庫） 1973
- 『娘は娘』（アガサ・クリスティー、ハヤカワ文庫） 1973
- 『愛の重さ』（アガサ・クリスティー、ハヤカワ文庫） 1973
- 『暗い抱擁』（アガサ・クリスティー、ハヤカワ文庫） 1974
- 『愛の旋律』（アガサ・クリスティー、ハヤカワ文庫） 1975
- 『未完の肖像』（アガサ・クリスティー、ハヤカワ文庫） 1976
- 『バグダッドの秘密』（アガサ・クリスティー、ハヤカワ文庫） 1979
- 『黄色いアイリス』（アガサ・クリスティー、ハヤカワ文庫） 1980
- 『ブルートレイン殺人事件』（アガサ・クリスティ、新潮文庫） 1983
- 『三幕殺人事件』（アガサ・クリスティ、新潮文庫） 1984
- 『青い壺の謎』（アガサ・クリスティ、新潮文庫） 1985
- 『牧師館殺人事件』（クリスティ、新潮文庫） 1986
- 『エンド・ハウス殺人事件』（クリスティ、新潮文庫） 1988
- 『マダム・ジゼル殺人事件』（クリスティ、新潮文庫） 1990
- 『ブラック・コーヒー』（アガサ・クリスティー、ハヤカワ文庫） 1998
- 『アクナーテン』（アガサ・クリスティー、ハヤカワ文庫） 2002
- 『ビッグ4』（アガサ・クリスティー、ハヤカワ文庫） 2004

### マイケル・ボンド
- 『くまのパディントン』（マイケル・ボンド、偕成社） 1973
- 『パディントンのにわつくり』（マイケル・ボンド、偕成社） 1973
- 『パディントンサーカスへ』（マイケル・ボンド、偕成社） 1973
- 『パディントンのかいもの』（マイケル・ボンド、偕成社） 1973
- 『パディントンのかいすいよく』（マイケル＝ボンド、偕成社） 1976
- 『パディントンロンドンとうへ』（マイケル＝ボンド、偕成社） 1976

### C・S・ルイス
- 『C・S・ルイス宗教著作集3 痛みの問題』（C・S・ルイス、新教出版社） 1976
- 『愛はあまりにも若く――プシュケーとその姉』（C・S・ルイス、みすず書房） 1976年、のち改題『顔を持つまで』（平凡社ライブラリー）
- 『別世界にて――エッセー / 物語 / 手紙』（C・S・ルイス、みすず書房） 1978
- 『沈黙の惑星を離れて――別世界物語1』（C・S・ルイス、奇想天外社） 1979、のち改題『マラカンドラ――沈黙の惑星を離れて』（ちくま文庫） 1987
- 『金星への旅――別世界物語2』（C・S・ルイス、奇想天外社） 1979、のち改題『ペレランドラ――金星への旅』（ちくま文庫） 1987
- 『かの忌わしき砦――別世界物語3』（C・S・ルイス、西村徹共訳、奇想天外社） 1980、のち改題『サルカンドラ――かの忌わしき砦』（ちくま文庫） 1987
- 『燃やしつくす火――G・マクドナルドの言葉』（C・S・ルイス編、新教出版社） 1983
- 『子どもたちへの手紙』（C・S・ルイス、新教出版社） 1986
- 『影の国に別れを告げて――C・S・ルイスの一日一章』（新教出版社） 1990
- 『C・S・ルイス著作集 第1巻 不意なる歓び、悪魔の手紙 - 付・乾杯の辞』（C・S・ルイス、すぐ書房） 1996
- 『ライオンと魔女』（C・S・ルイス、H.オラム再話、岩波書店） 2005
- 『悪魔の手紙』（C・S・ルイス、平凡社ライブラリー） 2006
- 『天国と地獄の離婚――ひとつの夢』（C・S・ルイス、柳生直行共訳、新教出版社） 2006
- 『カスピアン王子のつのぶえ』（C・S・ルイス、岩波書店） 2008

#### C・S・ルイス関連書
- 『C・S・ルイスの秘密の国』（アン・アーノット、すぐ書房） 1978、のち改版  1994
- 『目覚めている精神の輝き――C・S・ルイスの言葉』（C・S・キルビー編、新教出版社） 1982
- 『ナルニア国をつくった人――C・S・ルイス物語』（M・コーレン、日本基督教団出版局） 2001
- 『ナルニア国の父 C・S・ルイス』（マイケル・ホワイト、岩波書店） 2005
- 『C・S・ルイス評伝』（A・N・ウィルソン、新教出版社） 2008

### ノエル・ストレトフィールド
- 『ファミリー・シューズ』（ノエル・ストレトフィールド（英語版）、すぐ書房） 1983、のち改題『家族っていいな』
- 『ムービー・シューズ』（ノエル・ストレトフィールド、すぐ書房） 1984、のち改題『映画にでた女の子』
- 『サーカスきたる』（ノエル・ストレトフィールド、すぐ書房） 1986
- 『バレエ・シューズ』（ノエル・ストレトフィールド、すぐ書房） 1986

### ロザムンド・ピルチャー
- 『ロザムンドおばさんの贈り物』（ロザムンド・ピルチャー（英語版）、晶文社） 1993
- 『ロザムンドおばさんの花束』（ロザムンド・ピルチャー、晶文社） 1994
- 『ロザムンドおばさんのお茶の時間』（ロザムンド・ピルチャー、晶文社） 1994
- 『シェルシーカーズ』（ロザムンド・ピルチャー、朔北社） 1995
- 『野の花のように』（ロザムンド・ピルチャー、朔北社） 1997
- 『九月に』（ロザムンド・ピルチャー、朔北社） 1997
- 『コーンワルの夏』（ロザムンド・ピルチャー、日向房） 1998
- 『スコットランドの早春』（ロザムンド・ピルチャー、日向房） 1998
- 『双子座の星のもとに』（ロザムンド・ピルチャー、日向房） 1998
- 『冬至まで』（ロザムンド・ピルチャー、日向房） 2001
- 『帰郷』（ロザムンド・ピルチャー、日向房） 2003
- 『懐かしいラヴ・ストーリーズ』（ロザムンド・ピルチャーほか、平凡社） 2006

### アリータ・リチャードソン
- 「おばあちゃんの屋根裏部屋」（アリータ・リチャードソン（英語版）、朔北社）
  - 1『メイベルおばあちゃんの小さかったころ』 1994
  - 2『メイベルおばあちゃんとミシガンの小川』 1994
  - 3『メイベルおばあちゃんのキッチン』 1995
  - 4『メイベルおばあちゃんの贈りもの』 1995
  - 『絵本・まいごになったメイベル』 1995
  - 5『メイベルおばあちゃんは16歳』 1995
  - 別巻『メイベルおばあちゃんのクリスマス』 1996
  - 6『メイベルおばあちゃんは18歳』 1996
  - 7『メイベルおばあちゃんは19歳』 1996
  - 8『メイベルおばあちゃんと川べの家』 1996
  - 9『メイベルおばあちゃんと町の人びと』 1996
  - 『絵本・メイベルおばあちゃんからの手紙』 1996
  - 10『メイベルおばあちゃんとやんちゃたち』 1997

### 「うん、そうなんだ!」シリーズ
- 「うん、そうなんだ!」シリーズ（ノーマ・サイモン、朔北社）
  - 1『あたまにきちゃう!』 1996
  - 2『しっぱいしちゃった』 1997
  - 3『ぼくたちだっていそがしい』 1997
  - 4『いろいろあるんだ』 1997

### ガートルード・ウォーナー
- 「ボックスカーのきょうだい」（ガートルード・ウォーナー（英語版）、朔北社）
  - 1『ボックスカーの家』 1997
  - 2『びっくり島のひみつ』 1997
  - 3『黄色い家のひみつ』 1997
  - 4『牧場のひみつ』 1997
  - 5『マイクのひみつ』 1997
  - 6『青い入江のひみつ』 1998
  - 7『古い小屋のひみつ』 1998
  - 8『灯台のひみつ』 1998
  - 9『岩山のひみつ』 1998
  - 10『村の学校のひみつ』 1998
- 「ボックスカー・チルドレン」（ガートルード・ウォーナー、日向房）
  - 11『貨物列車のなぞ』 1998
  - 12『船の家のなぞ』 1999
  - 13『雪あらしのなぞ』 1999
  - 14『木の家のなぞ』 1999
  - 16『砂浜のなぞ』 2000
  - 17『壁のなかのなぞ』 2001
  - 19『アルバイトのなぞ』 2001
  - 20『おばけ小屋のなぞ』 2002
  - 21『図書館のなぞ』 2002
  - 22『動物ホームのなぞ』 2002
  - 23『モーテルのなぞ』 2002
  - 25『遊園地のなぞ』 2003
  - 26『動物園のなぞ』 2003
  - 27『キャンピングのなぞ』 2004

### シンシア・ライラント
- 『ヴァン・ゴッホ・カフェ』（シンシア・ライラント、偕成社） 1996
- 『十月のみずうみ』（シンシア・ライラント、偕成社） 1998
- 『いぬはてんごくで…』（シンシア・ライラント、偕成社） 2000
- 『天国に近い村』（シンシア・ライラント、偕成社） 2001

### ミス・リード
- 『エミリー先生』（ミス・リード（英語版）、日向房） 1998
- 『ドリー先生の歳月』（ミス・リード、日向房） 1999
- 『ミセス・プリングル』（ミス・リード、日向房） 1999
- 『さようなら、フェアエーカー』（ミス・リード、日向房） 1999
- 『しあわせなリタイアメント』（ミス・リード、日向房） 1999
- 『村の学校』（ミス・リード、日向房） 2000
- 『村の日記』（ミス・リード、日向房） 2000
- 『ホワイト・ロビンと村の学校』（ミス・リード、日向房） 2000
- 『スラッシュグリーンからの風』（ミス・リード、日向房） 2001
- 『村のあらし』（ミス・リード、日向房） 2001
- 『村の百年祭』（ミス・リード、日向房） 2002
- 『村のクリスマス物語』（ミス・リード、日向房） 2002
- 『村をはなれて』（ミス・リード、日向房） 2002
- 『スラッシュグリーンのたたかい』（ミス・リード、日向房） 2002
- 『村の学校の40人』（ミス・リード、日向房） 2003

### シリーズ 手のひらのことば
- 「シリーズ 手のひらのことば」（ヘレン・エクスレイ（wikidata）編、偕成社）
  - 『希望のことば』 1999
  - 『愛と優しさのことば』 1999
  - 『勇気のことば』 1999
  - 『よろこびのことば』 1999
  - 『知恵のことば』 1999
  - 『おもいやりのことば』 1999
  - 『美によせることば』 2003
  - 『静けさを愛することば』 2003
  - 『簡素に生きることば』 2003
  - 『手をさしのべることば』 2003